# Campo (Valongo)
Campo é uma vila portuguesa que foi sede da Freguesia de Campo do Município de Valongo, freguesia que tinha 11 km² de área (2012) e 9 197 habitantes (2011), donde uma densidade populacional de 836,1 hab/km².
A povoação de Campo foi elevada à categoria de vila em 12 de Junho de 2001.
A Freguesia de Campo foi extinta em 2013, no âmbito da reorganização administrativa do território das freguesias a nível nacional, tendo sido agregada à Freguesia de Sobrado para criar a nova União das Freguesias de Campo e Sobrado da qual é sede.
Campo dista cerca de 2 km da sede do município e cerca de 12 km da cidade do Porto. A Freguesia de Campo era delimitada a norte pela Freguesia de Sobrado (com a qual se fundiu com reforma administrativa das freguesias em 2013), a oeste pela Freguesia de Valongo e a este-sul pelo Município de Paredes. No sentido nordeste-sudoeste era atravessada pelo rio Ferreira, um subafluente do Douro. 
A Freguesia de Campo era constituída, para além da vila, pelos lugares ou localidades de Quinta de Baixo, Fervença, Lameiras, Alto do Moinho, Póvoas, Vinhas, Chã, Ponte Ferreira, Ribeira, Luriz, Moirais, Capela, Retorta, Felgueira, Vertido, Costeira, Quinta de Cima, Ramalho, Moirama, Azenha e Balselhas.[carece de fontes?]

## População
| População da freguesia de Campo | População da freguesia de Campo | População da freguesia de Campo | População da freguesia de Campo | População da freguesia de Campo | População da freguesia de Campo | População da freguesia de Campo | População da freguesia de Campo | População da freguesia de Campo | População da freguesia de Campo | População da freguesia de Campo | População da freguesia de Campo | População da freguesia de Campo | População da freguesia de Campo | População da freguesia de Campo |
| ------------------------------- | ------------------------------- | ------------------------------- | ------------------------------- | ------------------------------- | ------------------------------- | ------------------------------- | ------------------------------- | ------------------------------- | ------------------------------- | ------------------------------- | ------------------------------- | ------------------------------- | ------------------------------- | ------------------------------- |
| 1864                            | 1878                            | 1890                            | 1900                            | 1911                            | 1920                            | 1930                            | 1940                            | 1950                            | 1960                            | 1970                            | 1981                            | 1991                            | 2001                            | 2011                            |
| 1 481                           | 1 573                           | 1 872                           | 2 011                           | 2 315                           | 2 395                           | 2 774                           | 3 853                           | 4 292                           | 5 094                           | 6 321                           | 7 526                           | 7 918                           | 8 645                           | 9 197                           |

| Distribuição da População por Grupos Etários | Distribuição da População por Grupos Etários | Distribuição da População por Grupos Etários | Distribuição da População por Grupos Etários | Distribuição da População por Grupos Etários | Distribuição da População por Grupos Etários | Distribuição da População por Grupos Etários | Distribuição da População por Grupos Etários | Distribuição da População por Grupos Etários | Distribuição da População por Grupos Etários |
| -------------------------------------------- | -------------------------------------------- | -------------------------------------------- | -------------------------------------------- | -------------------------------------------- | -------------------------------------------- | -------------------------------------------- | -------------------------------------------- | -------------------------------------------- | -------------------------------------------- |
| Ano                                          | 0-14 Anos                                    | 15-24 Anos                                   | 25-64 Anos                                   | > 65 Anos                                    |                                              | 0-14 Anos                                    | 15-24 Anos                                   | 25-64 Anos                                   | > 65 Anos                                    |
| 2001                                         | 1 661                                        | 1 324                                        | 4 911                                        | 749                                          |                                              | 19,2%                                        | 15,3%                                        | 56,8%                                        | 8,7%                                         |
| 2011                                         | 1 575                                        | 1 066                                        | 5 492                                        | 1 064                                        |                                              | 17,1%                                        | 11,6%                                        | 59,7%                                        | 11,6%                                        |

Média do País no censo de 2001:  0/14 Anos-16,0%; 15/24 Anos-14,3%; 25/64 Anos-53,4%; 65 e mais Anos-16,4%
Média do País no censo de 2011:   0/14 Anos-14,9%; 15/24 Anos-10,9%; 25/64 Anos-55,2%; 65 e mais Anos-19,0%

## A História de Campo
Campo foi, até 2013, uma freguesia com mais de 1200 anos de história e uma vila recente, aprovada em 19 de Abril de 2001. A origem do nome da povoação de S. Martinho do Campo é ainda hoje uma incógnita. Esta designação remonta às Inquirições de 1258, embora, actualmente, se use dizer apenas Campo. Há quem defenda que o seu nome é de origem Celta e que o nome do padroeiro foi omitido para não se confundir com outras freguesias.
A presença romana no Concelho de Valongo está bem documentada em vestígios, toponímia, referências documentais e historiográficas. A posição geográfica do concelho teria sido factor de atracção do conquistador romano, mas a mais importante causa da sua permanência nesta região foi, sem dúvida, a exploração da riqueza do seu solo e subsolo, onde abundava ouro, prata e outros metais.
O Padre Joaquim A. Lopes dos Reis, investigador, na sua monografia "A Villa de Vallongo", refere que tais explorações se teriam iniciado muito antes pelos celtas, porque são de origem Celta as freguesias de S. Pedro da Cova e de S. Martinho do Campo, e mais tarde pelos Fenícios. Só depois vieram os Romanos, iniciando, um reinado de cinco séculos nestas paragens, de exploração das minas, tendo criado uma povoação romana no sopé da Serra do Raio, na Freguesia de Campo, como comprova a Necrópole Romana da Corredoura, utilizada entre os finais do século III e os inícios do século IV. A seguir vieram os Árabes, tendo sido expulsos no século XI, coincidindo com o fim da antiga exploração mineira. Sabe-se que, ao tempo da invasão dos Árabes, já é possível referir a existência de S. Martinho do Campo e de cuja dependência eclesiástica vivia Valongo.
A Freguesia de S. Martinho do Campo é já conhecida, com este nome, no ano 797, como se vê num documento encontrado na Universidade de Coimbra que diz que ''Em 797 doou D. Gundezinho ao mosteiro de Laura muitas igrejas, e entre elas a de S. Martinho de Valongo...''. Sabe-se, também, por vários documentos que existiu aqui o “Couto de Luriz” concedido por El-Rei D. Afonso Henriques (1140) a D. Ribaldiz, Bispo do Porto. Este "Couto" teve juízes ordinários, procuradores, advogados e jurados, situando-se o tribunal junto à Ponte de Luriz.
S. Martinho do Campo é, também, citado com este nome nas Inquirições de 1258. Segundo a Corografia Moderna do Reino de Portugal, de 1875, S. Martinho de Campo vinha referenciado com o nome de Recezinhos de Ponte Ferreira, como pertencendo à Abadia do Convento de Vilela e que depois passou para a alçada do Bispo e integrada no então concelho ou julgado de Aguiar de Sousa.
O Padre Joaquim A. Lopes dos Reis, na monografia "Villa de Vallongo'', refere que na época romana, passava por S. Martinho do Campo uma estrada romana de 2a ordem que ia da encosta nordeste da Serra do Raio chegava a Aguiar de Sousa e servia para transportar para o Rio Douro os minérios que eram embarcados para "Cale" e depois para Roma.
A já referida Necrópole Romana da Corredoura, comprova a existência de uma povoação no sopé da Serra do Raio que, no dizer do Padre Joaquim A. Lopes dos Reis, "...estendia-se desde o Castro para Couço e para o Salto e pela Agra de Gallegos, onde, foi levantada pelos povos de toda a Callecia uma lápide em memória de um governador que os tratara humanamente". Esta pedra epigráfica, encontrada no Campo de Sant' Anna, em Braga, e referenciada no Cathálogo dos Bispos do Porto, tem a seguinte inscrição: "...fora levada das minas e vestígios Romanos que havia em Valle do Logar de Vallongo, duas léguas acima da cidade do Porto, e era base de um padrão que esta cidade n'aquelle valle erigira dedicado a Caio César, filho adoptado e bem estimado do Imperador Octaviano César Augusto." A comprovar a existência desta via ficou-nos o topónimo "Milharia", dado ter existido ali um marco miliário - marcos em pedra que davam aos viajantes indicações das distâncias às localidades principais.
Em S. Martinho do Campo existe um espólio romano que retracta bem a presença romana, nomeadamente os "fojos" que são poços e galerias de minas na serra de Pias e do Raio e a Necrópole Romana da Corredoura, entre outros vestígios.
Em 1906 Esteves Pereira e Guilherme Rodrigues, no Volume 2 do Dicionário Histórico e Biográfico (p. 6751), descrevem o povoado e a freguesia como pertencente à Província do Douro, Concelho de Valongo, Bispado do Porto. Era habitada por 2012 habitantes em 366 fogos e tinha escola do sexo masculino. A freguesia era muito fértil e fazia comércio com a Cidade do Porto, sendo já conhecida, nessa altura, pelo actual nome de S. Martinho do Campo. Em 1934, Américo Costa, no IV vol. do Dicionário Corográfico de Portugal, descreve a existência de serviços de correio, escola, agência de seguros e sede de Julgado de Paz, bem como serviços de transportes colectivos.
Salienta-se que até ao século XI, Valongo fazia parte da freguesia de Campo da qual se separou nessa altura. S. Martinho do Campo só foi integrado no concelho de Valongo em 1836 deixando de pertencer ao então extinto Concelho de Aguiar de Sousa.
Diz a lenda que S. Martinho de Tours, na sua passagem por estas terras, subiu à serra, que por ter uma pia onde deu de beber ao seu cavalo se passou a chamar Serra de Pias. Deu o nome de S. Martinho de Campo ao povoado aí existente, passando a ser o seu padroeiro. Acrescenta a lenda que na pia bebeu o cavalo de S. Martinho, deixando a marca da pata na rocha e comeu no campo sagrado, local onde nunca mais cresceu qualquer arbusto.
S. Martinho do Campo foi palco das invasões francesas quando estes se instalaram no Porto, deixando nesta freguesia um rasto de violência, roubo e destruição. Em 23 de Julho de 1832 a Freguesia de Campo foi, também, palco da Batalha de Ponte Ferreira entre os exércitos de D. Pedro IV e seu irmão D. Miguel. A Batalha deu-se no lugar de Ponte Ferreira junto à ponte com o mesmo nome e nela participaram 23 000 homens. A luta entre liberais e miguelistas pela conquista da Ponte Ferreira durou mais de 12 horas e para D. Pedro foi a sua maior batalha.

## Economia de Campo
A Freguesia de S. Martinho do Campo, ao longo dos tempos, conheceu três fases importantes de desenvolvimento: a fase da exploração do ouro (a mais antiga); a fase da moagem e panificação; e uma terceira fase com a exploração da ardósia.
De salientar, ainda, a indústria têxtil, os móveis, a transformação de ardósias e, mais recentemente, a metalomecânica e a construção civil Destas actividades, as que mais caracterizam a zona é a manufactura do pão e o trabalho nas minas de ardósia.
A base económica da freguesia é a micro-empresa, de carácter familiar, havendo algumas pequenas e médias empresas instaladas no Parque Industrial de Campo. A população é essencialmente trabalhadora no comércio e na indústria. Embora seja uma freguesia essencialmente urbana tem ainda características rurais.
De referir que a população de Campo sempre foi, ao longo dos tempos, trabalhadora, sabendo aproveitar as riquezas naturais da sua terra, explorando do subsolo, a ardósia, as quartzites, o antimónio, o volfrâmio; utilizaram a força da água do Rio Ferreira para os moinhos; cultivaram a terra, produzindo milho, vinho, feijão, batata; fomentaram indústrias criadoras de riqueza como a moagem, panificação, têxteis, móveis, metalomecânica; intensificaram os circuitos comerciais, sobretudo ao longo da Estrada Nacional nº 15 contribuindo, assim, para a construção do progresso e do futuro.

## Indústria e Comércio de Campo
A freguesia de Campo possui uma zona de 292 hectares, classificada em PDM como Parque Industrial. O Parque Industrial de Campo assume, um papel importante na reabilitação e revitalização do território oriental da Área Metropolitana, traduzindo-se em fortes pressões para a localização de indústrias nas periferias, que usufruam de melhor acessibilidade e disponham, simultaneamente, de terrenos a menores custos e de mão-de-obra acessível.
Campo possui essas vantagens, porque se localiza no eixo dinâmico que se estende entre o Porto e Penafiel, e ao longo da A4. Assume, assim, ao nível regional, importante competitividade, permitindo ligações viárias que não excedem os 15 a 20 minutos da cidade do Porto, do porto de Leixões ou do Aeroporto Francisco Sá Carneiro.
É de salientar a panificação, fábricas e comércio de móveis, construção civil, fábricas de exploração e transformação de lousa, serralharia de construção civil, indústria de ferragens e serralharia mecânica, indústria de produtos e construções metálicas, carpintaria de construção civil, fábrica de candeeiros, comércio de materiais de construção e sanitários, comércio/electricidade, restaurantes, cafés, comércio de vestuário, escola de condução, florista, litografia, ourivesaria, artesanato em linho e ardósia e comércio de automóveis.
A indústria de extracção de ardósia (lousa) é sem dúvida uma das grandes actividades desta freguesia que leva o nome da cidade do Porto a todo o mundo sendo esta conhecida internacionalmente com "Porto Slate" (inglês) ou "Portoschiefer" (alemão). Esta actividade inicialmente desenvolvida na sede do concelho de Valongo está hoje apenas a ser trabalhada na freguesia de Campo, onde se encontram todas as reservas naturais desta pedra. A ardósia, desde há muitos anos, é uma rocha ornamental destinada principalmente à exportação, sendo actualmente muito procurada no mercado Português.

## Apoio à Saúde em Campo
Existe na Vila de Campo uma extensão do Centro de Saúde de Valongo, uma Farmácia e vários consultórios médicos. Na proximidade da freguesia está o “Hospital de São Martinho”, clínica de saúde com internamento.

## Educação e Desporto de Campo
A freguesia de Campo possui cinco Escolas EB1/JI, a Escola EB 2.3, Padre Américo (agora Escola Básica e Secundária de Campo, desde que se alargou a oferta educativa da escola até ao ensino secundário), ATL do MAPA, Creche e ATL da Associação de Promoção Social do Calvário, ATL do Centro Social e Paroquial S. Martinho, Sport Clube de Campo, CMVC Clube de Modelismo de Valongo e Campo, Clube de Pesca e Caça, Sociedade Columbófila de S. João de Azenha, Sociedade Columbófila da Retorta, Ténis de Mesa, Atletismo e o Motoclub. Na freguesia ao lado (Gandra-Paredes)  existe uma Faculdade na área da Saúde e do Desporto (CESPU).

## Área Cultural, Social e Recreativa
Há em Campo um Serviço de Biblioteca Itinerante, Banda de Música de S. Martinho, Grupo Dramático e Musical de S. Martinho, Rancho Regional de Campo, Associação Recreativa Cultural da Azenha, o Grupo Dramático e Recreativo da Retorta e o Centro de Dia do Centro Social e Paroquial S. Martinho.
Do ponto de vista religioso, Campo detém além da Igreja Paroquial, várias capelas, cruzeiros e alminhas nos mais diversos locais. Têm grande valor os retábulos em talha dourada do altar-mor e os azulejos da sacristia da Igreja Paroquial, bem como os painéis do tecto na zona do altar-mor que representam a vida de S. Martinho, padroeiro da freguesia.
O artesanato existente em Campo consiste, essencialmente, na manufactura da ardósia e do linho, estando este em vias de extinção, perdendo-se um valioso património cultural. O artesanato em ardósia continua em franca expansão.

### Coletividades
- Associação Pais do Agrupamento Vertical Escolas de Campo - Travessa Padre Américo. Contacto. 917569131
- Associação de Reformados e Pensionistas de Campo Contacto. 919525512 – Sr. Adriano Ribeiro.
- Associação Desportiva e Cultural dos Canários de Balselhas - Rua da Portela – 120. Contacto. 933778879 / 933778880. email:adccanariosbalselhas@sapo.pt; site: adccanariosbalselhas.blogs.sapo.pt
- Associação Promoção Social do Calvário - Travessa do Calvário – 75; Contacto. 224112896
- Associação Recreativa e Cultural da Azenha - Rua Parque Infantil – 171 Tel. 224226846 / Fax. 224223867
- Banda Musical de S. Martinho - Rua dos Forninhos – 74, Tel. 966931750 / Fax. 22 4150731
- Clube de Modelismo de Valongo e Campo - Morada: Rua S. Gemil, 35, Telefone. 912574112, http://www.cmvc.pt
- Clube de Pesca e Caça de Campo - Rua Central da Capela, Contacto. 916121696 – Sr. Carlos Rodrigues
- Clube de Ténis de Mesa de Campo - Rua Central de Campo – Ap. 27, Contacto. 969011279
- Clube Desportivo, Recreativo e Cultural da Chã, Rua Santa Marta, nº9, Tlm. 919 464 016 / 960 117 911, Email. dcha2009@gmail.com; www. clubedesportivodacha.blogspot.com
- Conferência de S. Vicente de Paulo - S. Martinho do Campo; Contacto. 913400079 – D. Justa
- Corpo Nacional de Escutas Ag. 1281 de S. Martinho de Campo - Rua Padre A. Vieira, 30/50; Contacto. 916 531 845 (Amândio Cunha); Email. 1281agrupsmcampo@gmail.com
- Grupo Dramático e Recreativo de Retorta - Rua 1º de Maio- 351, Contacto. 224160639; http://www.retorta.com/
- Grupo Dramático e Musical de Campo - Rua Central da Capela, Contacto. 914146742
- Rancho Regional de Campo - Rua de Sta. Marta – 3; Contacto. 224155288 – D. Liliana
- Sporting Clube de Campo - Rua dos Desportos; Contacto. 224111408; email. geral@sccampo.pt; www. sccampo.pt
- Sociedade Columbófila de S. João - Rua de S. João – 660; Contacto. 936102147; email. s_col_sj_azenha@hotmail.com; site. sjoaoazenha.columbofila.net
- Futebol Clube Balselhense - Rua Outeiro do Moínho, nº 300; 4440-150 - Campo de Jogos; Rua Pedro Homem de Melo; 4440-154 - Sede do Clube; Contacto. 933778879

## Equipamentos Desportivos e Culturais de Campo
A vila de Campo possui o Centro Social e Paroquial S. Martinho com um auditório para 200 pessoas, o Centro Cultural, com um auditório para 120 pessoas, uma biblioteca e o museu da lousa.
Possuía ainda uma piscina municipal que foi desativada, tendo sido destinado o espaço, feitas as obras, ao agora pavilhão gimnodesportivo nº2 , o pavilhão gimnodesportivo municipal (pavilhão nº1), usado pela escola EB 2,3 Padre Américo (ou, como agora é conhecida, Escola Básica e Secundária de Campo) para as aulas de Educação Física e dois campos de futebol.

## Património Histórico
Igreja Matriz, data do início do século XX (1902-1910). Foi construída com materiais provenientes da antiga Igreja, já desaparecida. De entre este contam-se a talha do Altar-Mor e os azulejos da Sacristia. O S. Martinho, Padroeiro da freguesia, celebra-se a 11 de Novembro com o tradicional Magusto.
Capela de N. Sra da Encarnação, data dos fins do século XV. Pertencia às Freiras do Convento de S. Bento de Avé-Maria da Cidade do Porto. Nesta capela celebra-se a principal festa da freguesia de Campo, no último Domingo de Maio, em honra de N. S. da Encarnação. Capela de S. João Baptista, data do século XX. Ponte de Ferreira, ponte medieval (reconstruída). Ponte dos Arcos, construção medieval de cariz rural. Ponte de Luriz, ponte medieval, possivelmente de origem romana. (reconstruída). Ponte Milhária, ponte metálica do caminho de ferro. Moinhos Hidráulicos, ainda se encontram em funcionamento na confluência do ribeiro Simão com o rio Ferreira.
Existem alguns em ruínas na zona da Queiva e junto à Ponte de Ferreira. Núcleo Rural da Corredoura, belo exemplar de casa em xisto. Segundo a população existe ali uma das casas mais antigas da Freguesia. Dizem também que nesta casa terá pernoitado um dos Reis “Filipes de Espanha”. Empresa das Lousas de Valongo, com fachada de belíssima arquitectura em ardósia. Alminhas: em memória do Padre Américo (local do acidente que o vitimou); N. Sra do Carmo, em memória dos mortos da Batalha de Ponte Ferreira.